# Oliver Naylor’s Orchestra
Oliver Naylor’s Orchestra war ein Jazz- und Tanzorchester der 1920er-Jahre.

## Bandgeschichte
Der Pianist Oliver Naylor gründete 1923 seine erste Hot-Band; 1924 erhielt diese ein Engagement im New Yorker Roseland Ballroom. Erste Aufnahmen entstanden im Januar 1924 für Gennett Records als Oliver Naylor's Seven Aces, stilistisch orientiert an den New Orleans Rhythm Kings u. a. „Slowin' Down Blues“ und „You“. Zu den interessantesten Solisten der Band zählt Scott Yanow den Posaunisten Charles Hartman (der Miff Mole als Haupteinfluss nannte, aber manchmal eher nach Kid Ory klang); weitere Musiker waren Jules Baudac (Banjo), Pete Beilman (Posaune), Lester „Gilly“ Bouchon (Klarinette, Tenorsaxophon), Louis Darrough (Schlagzeug), Edward „Pinky“ Gerbrecht (Kornett), Carl Hansen (Bass), Jack Howard (Altsaxophon), Jerry Rachel (Klarinette, Altsaxophon) und Don Perry (Arrangement). Zu den später bekanntesten Musikern der Band gehört Bob Zurke (Piano), der als 13-Jähriger bei Naylor spielte.
Nach dem Roseland-Engagement spielte das Orchester im Knickerbocker Grill in New York, 1925 erneut im Roseland und auf Tourneen als Oliver Naylor's Orchestra. Nach 19 Titeln, die das Orchester 1924–25 als Naylor's Seven Aces für Gennett eingespielt hatte, ging das Orchester Anfang Mai 1925 für Victor Records ins Studio (als Oliver Naylor's Orchestra); am 14. Mai 1925 nahm man auch den Jazzstandard Sweet Georgia Brown auf (His Master’s Voice, B-2079). 1929 entstanden noch zwei Titel für Okeh Records. Naylor, der in den 1930er-Jahren keine Aufnahmen mehr machte, hielt das Orchester noch bis 1939 zusammen und arbeitete danach als Theaterdirektor und 1948–60 als stellv. Geschäftsführer der TV-Station WBRC-TV.

## Diskographische Hinweise
- Oliver Naylor 1924-1925 (Challenge)
- Oliver Naylor's Seven Aces (Fountain)